# Vodní elektrárna Kamýk
Vodní elektrárna Kamýk je průtočná vodní elektrárna na řece Vltavě provozovaná společností ČEZ. Nachází se v hrázi Kamýcké přehrady. Přehrada má šířku 15 m, délku 85 m a výšku 12 m. Byla uvedena do provozu roku 1961. Vodní elektrárna využívá čtyři Kaplanovy turbíny o výkonech 10 MW. Její provoz je dálkově řízen ze Štěchovic, kde se nachází centrální dispečink Vltavské kaskády. Pracuje v tandemu s elektrárnou Orlík, jejíž vlastní spotřebu také zajišťuje.